# Klorodifluorometan
Klorodifluorometan oziroma difluoromonoklorometan je halogeniran klorofluoroogljikovodik (HCFC). Ta brezbarvni plin je bolj znan pod imenom HCFC-22 oziroma R-22. Še nedolgo nazaj se je zelo uporabljal v klimatskih napravah kot hladilni plin. Z letom 2010 je ta plin prepovedan za prodajo, saj je toplogredni plin, širi ozonsko luknjo in ima velik vpliv na globalno segrevanje. R-22 je vsestranski intermediat v industrijski fluoroorganski kemiji, na primer kot vmesna stopnja v pridobivanju tetrafluoroetilena.

## Proizvodnja in uporaba
Klorodifluorometan pridobivamo iz kloroforma:
HCCl3  +  2 HF   →  HCF2Cl  +  2 HCl
Glavni namen R-22 je pridobivanje tetrafluoroetilena.  Ta pretvorba vključuje pirolizo pri čemer dobimo difluorokarben, ki dimerizira:
2 CHClF2   →  C2F4  +  2 HCl
To spojino dobimo tudi pri reakciji difluorokarbena z močno bazo, kateri se uporablja v laboratorijih kot vir tega reaktivnega intermediata.
Pri pirolizi R22 v prisotnosti klorofluorometana dobimo heksafluorobenzen.

## Vpliv na okolje
Klorodifluorometan relativno malo škoduje ozonskemu plašču (0,055 ODP), zato  se je uporabljal kot alternativa za CFC-11 (R-11) in CFC-12 (R-12), saj sta slednja zelo škodljiva. Vendar pa tudi ta manjši potencial tanjšanja ozonskega plašča ni več sprejemljiv.
Dodatno okoljevarstveno skrb predstavlja njegov visok GWP (global warming depletion - potencial globalnega segrevanja), ki je 1800 krat višji od GWP ogljikovega dioksida. HFC plini, kot je na primer R-410A ima zelo visok GWP, vendar pa je njegov ODP (ozone depletion potencial) 0. Za primerjavo: GWP propana (R-290) je samo 3.

## EPA program opuščanja
Kratica EPA (Environmental Protection Agency) pomeni Ameriška okoljevarstevena agencija.
Postopoma se bo ta plin ukinil saj to zahteva Montrealski protokol, zato bo moral biti le ta nadomeščen z drugimi plini, ki imajo nižji potencial tanjšanja ozonske plasti (ODP), na primer s propanom (R-290), R-410A (Azeotropna mešanica difluorometana in pentafluoroetana), R-507A, R-134a (1,1,1,2-tetrafluoretan), R-407C in R-409A.
- Zakon stopi v veljavo (1.1.2004): Montrealski protokol zahteva, da ZDA zmanjša porabo HCFC za 35 odstotkov. Od 1. januarja 2003, EPA prepove proizvodnjo in uvoz HCFC-141b, najbolj škodljivega ozonu od HCFC plinov

Ta ukrep je Združenim državam Amerike omogočil izpolniti njihove obveznosti do Montrealskega protokola. EPI je uspelo izdati 100% osnovnih nadomestil podjetjem za proizvodnjo in uvoz HCFC-22 in HCFC-142B.
- V veljavo stopi nov zakon (1.1.2010): Montrealski protokol zahteva, da ZDA zmanjša porabo HCFC za 75 odstotkov od izhodiščne vrednosti. Podjetja lahko proizvajajo in uvažajo R-22 samo za servisne namene že obstoječih naprav. R-22 se ne sme več uporabljati v novih napravah. Rezultat tega je, da se proizvajalci HVAC sistemov ne smejo več posluževati uporabi tega plina v klimatskih napravah ali toplotnih črpalkah.

- Zakon začne veljati 1.1.2015: Montrealski protokol zahteva, da ZDA zmanjša porabo HCFC za 90 odstotkov od izhodiščne vrednosti.

- Zakon začne veljati 1.1.2020: Montrealski protokol zahteva, da ZDA zmanjša porabo HCFC za 99,5 odstotkov od izhodiščne vrednosti. Hladilni plin, ki je bil zajet in recikliran oziroma predelan, se bo lahko po letu 2020 še uporabljal za servisiranje obstoječih sistemov, vendar pa bo prozizvodnja R-22 prepovedana kemijskim podjetjem.

V Evropi je 1. januarja 2010 postalo nezakonito proizvajati R-22, prodajati, uvažati ali ga uporablajti v novi opremi oziroma ga predhodno polniti v novo opremo. 
Leta 2015 se bo proizvodnja in uvoz HCFC-22 po svetu omejila na 10 odstotkov, glede na vse državne ravni porabe v letu 1989. V letu 2020 pa bo proizvodnja in uvoz HCFC-22 nezakonita. Za nedoločen čas pa se bo lahko uporabljal recikliran HCFC-22 za storitve na obstoječi opremi.

## Fizikalne lastnosti
| Lastnost                                                             | Vrednost                |
| -------------------------------------------------------------------- | ----------------------- |
| Gostota (ρ) pri -69 °C (tekočina)                                    | 1.49 g.cm−3             |
| Gostota (ρ) pri -41 °C (tekočina)                                    | 1.413 g.cm−3            |
| Gostota (ρ) pri -41 °C (plin)                                        | 4.706 kg.m−3            |
| Gostota (ρ) pri at 15 °C (plin)                                      | 3.66 kg.m−3             |
| Specifična teža pri 21 °C (plin)                                     | 3.08 (zrak = 1)         |
| Specifična prostornina (ν) pri 21 °C (plin)                          | 0.275 m³.kg−1           |
| Gostota (ρ) pri 15 °C (plin)                                         | 3.66 kg.m−3             |
| Trojna točka temperature (Tt)                                        | -157.39 °C (115.76 K)   |
| Kritična temperatura (Tc)                                            | 96.2 °C (369.3 K)       |
| Kritični tlak (pc)                                                   | 4.936 MPa (49.36 bar)   |
| Kritična gostota (ρc)                                                | 6.1 mol.l−1             |
| Latentna toplpta uparjanja (lv) pri vrelišču (-40.7 °C)              | 233.95 kJ.kg−1          |
| Toplotna kapaciteta pri konstantem tlaku (Cp) in pri 30 °C (86 °F)   | 0.057 kJ.mol−1.K−1      |
| Toplotna kapaciteta pri konstantem volumnu (Cv) in pri 30 °C (86 °F) | 0.048 kJ.mol−1.K−1      |
| Razmerje toplotne kapacitete (γ) pri 30 °C (86 °F)                   | 1.178253                |
| Stisljivostni faktor (Z) at 15 °C                                    | 0.9831                  |
| Acentrični faktor (ω)                                                | 0.22082                 |
| Molekulski dipolni moment                                            | 1.458 D                 |
| Viskoznost (η) pri 0 °C                                              | 12.56 µPa.s (0.1256 cP) |
| Potencial tanjšanja ozonske plasti (ODP)                             | 0.055 (CCl3F = 1)       |
| Potencial globalnega segrevanja (GWP)                                | 1810 (CO2 = 1)          |

Ima dve alotropni obliki: kristalna II pod 59K in kristalna I nad 59K do 115,73K.